# USS Greenwood (DE-679)
USS Greenwood (DE-679) là một tàu hộ tống khu trục lớp Buckley được Hải quân Hoa Kỳ chế tạo trong Chiến tranh Thế giới thứ hai. Tên nó được đặt theo Trung úy Hải quân Frank Greenwood (1915-1942), người từng phục vụ cùng pháo hạm USS Erie và đã tử trận ngày 12 tháng 11, 1942 khi Erie trúng ngư lôi từ tàu ngầm đối phương khi đang làm nhiệm vụ tại vùng biển Caribe. Nó đã phục vụ cho đến khi chiến tranh kết thúc; và tiếp tục hoạt động chủ yếu trong vai trò huấn luyện cho đến khi xuất biên chế năm 1962 và bị tháo dỡ năm 1967. Greenwood được tặng thưởng hai Ngôi sao Chiến trận do thành tích phục vụ trong Thế Chiến II.

## Thiết kế và chế tạo
Những chiếc thuộc lớp tàu hộ tống khu trục Buckley có chiều dài chung 306 ft (93 m), mạn tàu rộng 37 ft 1 in (11,30 m) và độ sâu mớn nước khi đầy tải là 11 ft 3 in (3,43 m). Chúng có trọng lượng choán nước tiêu chuẩn 1.400 tấn Anh (1.400 t); và lên đến 1.740 tấn Anh (1.770 t) khi đầy tải. Hệ thống động lực bao gồm hai turbine hơi nước General Electric công suất 13.500 mã lực (10.100 kW), dẫn động hai máy phát điện công suất 9.200 kilôwatt (12.300 hp) để vận hành hai trục chân vịt;  công suất 12.000 hp (8.900 kW) cho phép đạt được tốc độ tối đa 23 kn (26 mph; 43 km/h), và có dự trữ hành trình 6.000 nmi (6.900 mi; 11.000 km) khi di chuyển ở vận tốc đường trường 12 kn (14 mph; 22 km/h).
Vũ khí trang bị bao gồm ba pháo 3 in (76 mm)/50 cal trên tháp pháo nòng đơn có thể đối hạm hoặc phòng không, một khẩu đội 1,1 inch/75 caliber bốn nòng và tám pháo phòng không Oerlikon 20 mm. Vũ khí chống ngầm bao gồm một dàn súng cối chống tàu ngầm Hedgehog Mk. 10 (có 24 nòng và mang theo 144 quả đạn); hai đường ray Mk. 9 và tám máy phóng K3 Mk. 6 để thả mìn sâu. Khác biệt đáng kể so với lớp Evarts dẫn trước là chúng có thêm ba ống phóng ngư lôi Mark 15 21 inch (533 mm). Thủy thủ đoàn đầy đủ bao gồm 186 sĩ quan và thủy thủ.
Greenwood được đặt lườn tại xưởng tàu Fore River Shipyard của hãng Bethlehem Shipbuilding Company tại Quincy, Massachusetts vào ngày 29 tháng 6, 1943. Nó được hạ thủy vào ngày 21 tháng 8, 1943; được đỡ đầu bởi bà Laura Greenwood, mẹ Trung úy Greenwood, và nhập biên chế vào ngày 25 tháng 9, 1943 dưới quyền chỉ huy của Hạm trưởng, Thiếu tá Hải quân Alvin Weems Slayton.

## Lịch sử hoạt động
Sau khi hoàn tất chuyến đi chạy thử máy huấn luyện tại khu vực Bermuda và sửa chữa sau chạy thử máy, Greenwood khởi hành vào ngày 29 tháng 11, 1943 để chuyển sang khu vực Mặt trận Thái Bình Dương. Sau khi băng qua kênh đào Panama, nó đi đến Samoa thuộc Mỹ vào ngày 26 tháng 12, và trong gần một năm tiếp theo đã hoạt động hộ tống vận tải tại khu vực Tây Nam Thái Bình Dương, bảo vệ các tàu chuyển quân và tàu buôn đi lại giữa các quần đảo Solomon và New Hebrides cũng như đến Australia.
Vào ngày 30 tháng 12, 1944, Greenwood khởi hành từ New Guinea để gia nhập Đệ Thất hạm đội tại vịnh Leyte dưới quyền Phó đô đốc Thomas C. Kinkaid. Sau khi hộ tống cho 26 tàu buôn và tàu đổ bộ LST đến Philippines, nó tuần tra bảo vệ cho các tàu vận tải ngoài khơi bãi đổ bộ ở vịnh Lingayen trước khi lên đường đi Ulithi. Từ đây nó hộ tống một đoàn tàu vận tải lên đường vào ngày 5 tháng 3 để hướng sang Iwo Jima, nơi trận Iwo Jima vẫn còn đang diễn ra ác liệt. Rời khu vực Iwo Jima vào ngày 27 tháng 3, nó đi đến Eniwetok để huấn luyện phối hợp với tàu ngầm và thực tập chống tàu ngầm.
Sau khi Nhật Bản chấp nhận đầu hàng vào ngày 15 tháng 8 giúp kết thúc cuộc xung đột, Greenwood lên đường quay trở về Xưởng hải quân Mare Island cho một đợt đại tu cấp thiết, về đến vịnh San Francisco vào ngày 4 tháng 9. Sau khi hoàn tất công việc trong xưởng tàu, nó lên đường vào ngày 2 tháng 1, 1946, băng qua kênh đào Panama để chuyển sang vùng bờ Đông Hoa Kỳ. Nó thực hành huấn luyện cùng Hạm đội Đại Tây Dương tại vùng kênh đào trước khi đi đến Căn cứ Tàu ngầm Hải quân tại New London, Connecticut vào ngày 10 tháng 4.
Trong những năm tiếp theo, Greenwood hoạt động hộ tống dọc theo vùng bờ Đông trong khu vực trải rộng từ Maine đến Key West, Florida. Vào ngày 2 tháng 5, 1949, nó đi đến Key West để phục vụ như tàu huấn luyện cho Trường Sonar Hạm đội, đảm trách vai trò này trong hơn sáu năm. Con tàu cũng có những lượt hoạt động tại Norfolk, Virginia và Newport, Rhode Island từ năm 1954 đến năm 1957, rồi quay trở lại Key West vào tháng 7, 1957. Sáu tháng sau, nó được chọn để hoạt động như một tàu huấn luyện dự bị cho Quân khu Hải quân 6, đặt căn cứ tại Charleston, South Carolina.
Được cho xuất biên chế vào ngày 2 tháng 9, 1958, Greenwood tiếp tục hoạt động như một tàu huấn luyện dự bị cho đến ngày 2 tháng 10, 1961, khi nó được cho tái biên chế trở lại do cuộc Khủng hoảng Berlin làm leo thang sự căng thẳng giữa các bên trong cuộc Chiến tranh Lạnh. Sau khi được huấn luyện dọc theo vùng bờ Đông, nó đi đến Key West để tiếp tục hoạt động cùng Trường Sonar Hạm đội từ ngày 7 tháng 1, 1962. Khi tình hình lắng dịu, con tàu lại được cho xuất biên chế lần nữa vào ngày 1 tháng 8, 1962, và tiếp tục phục vụ thêm năm năm cùng thành phần dự bị tại St. Petersburg, Florida, tham gia huấn luyện học viên sĩ quan thuộc Hải quân Dự bị Hoa Kỳ trong những chuyến đi thực tập.
Cuối cùng Greenwood cũng được cho rút tên khỏi danh sách Đăng bạ Hải quân vào ngày 20 tháng 2, 1967, và con tàu được bán để tháo dỡ vào ngày 6 tháng 9, 1967.

## Phần thưởng
Greenwood được tặng thưởng hai Ngôi sao Chiến trận do thành tích phục vụ trong Thế Chiến II.
|                           |  |             |
| Bronze star · Bronze star |  | Bronze star |

| Huân chương Viễn chinh Hải quân                                         | Huân chương Viễn chinh Hải quân      | Huân chương Chiến dịch Hoa Kỳ        | Huân chương Chiến dịch Hoa Kỳ                                   |
| Huân chương Chiến dịch Châu Á-Thái Bình Dương với 2 Ngôi sao Chiến trận | Huân chương Chiến thắng Thế Chiến II | Huân chương Chiến thắng Thế Chiến II | Huân chương Phục vụ Phòng vệ Quốc gia với 1 Ngôi sao Chiến trận |